# Schloss Rastenfeld

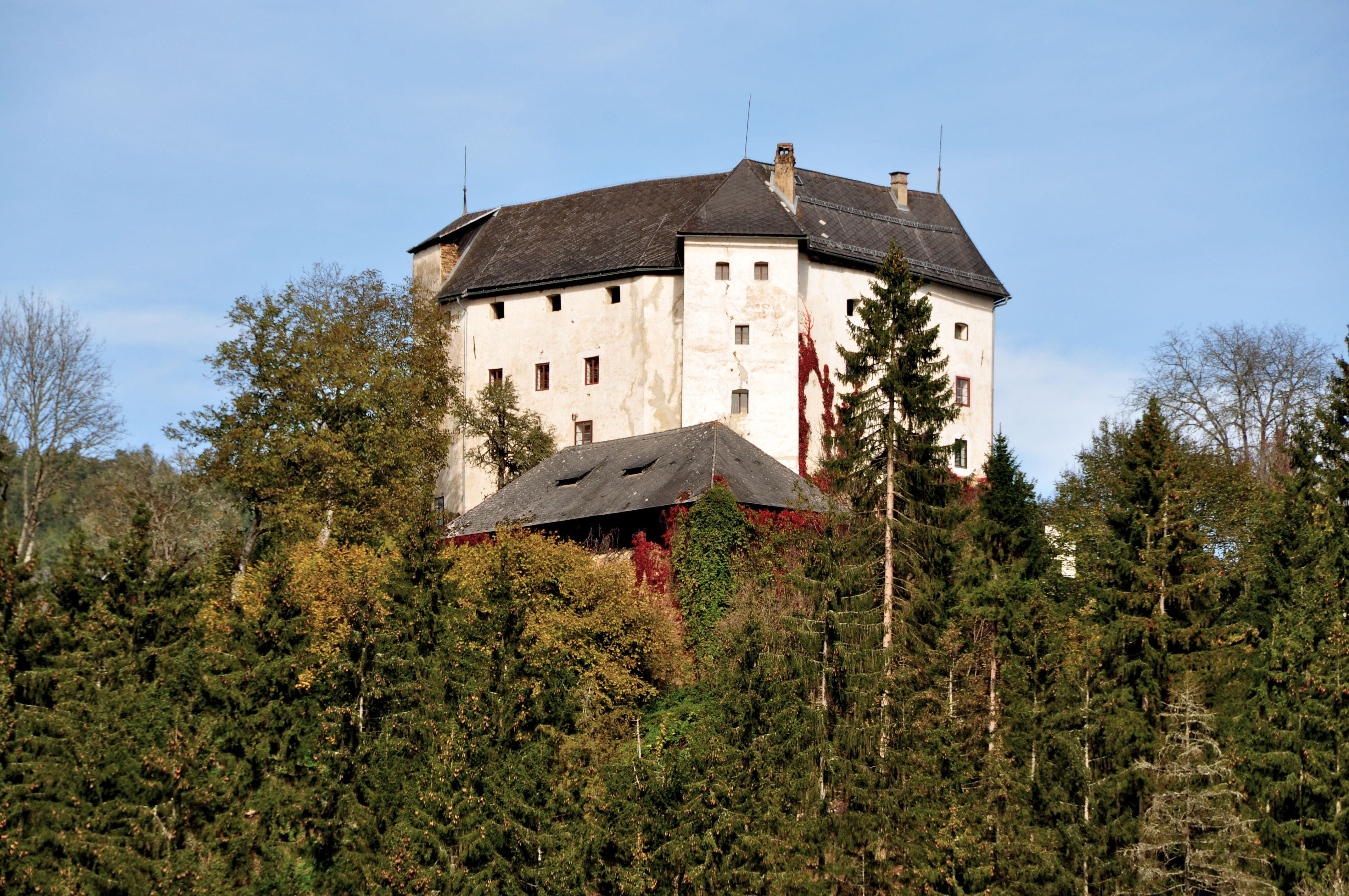
Schloss Rastenfeld (2012)

Schloss Rastenfeld liegt 1,5 km nördlich der Ortschaft Meiselding (Gemeinde Mölbling in Kärnten) auf einer nach Osten abfallenden Bergkuppe, einem Ausläufer des bewaldeten Gunzenberges. Nordöstlich des Schlosses befindet sich die zu der Anlage gehörige Kapelle Johannes Nepomuk. Beide Gebäude stehen unter Denkmalschutz.

## Bau- und Besitzergeschichte
Im 13. Jahrhundert errichtete das aus Friesach stammende Geschlecht der Raspo eine Burg an der Stelle des heutigen Schlosses. Ein „Raspo“ wurde urkundlich 1241 genannt, die Anlage selbst erst im Jahr 1432 als „Raspenveld“ (veld = Festung) erwähnt. Später kam sie in den Besitz von Wilhelm von Perneck (Pernegk), der sie 1469 an das Bistum Gurk verkaufte.
Kaiser Friedrich III. verzichtete 1478 auf seine Lehenshoheit, so dass Rastenfeld freies Eigen mit Burgfried wurde. Bis 1530 blieb es Eigentum der Diözese, in dieser Zeit wurde die Burg in ein Schloss umgewandelt.
Als weitere Besitzer sind unter anderem Martin und Wolfgang von Feistritz (ab 1530), Sidonie Franziska Gräfin von Herberstein (1688) sowie im 18. Jahrhundert die Freiherren von Schluga bekannt. Im 19. Jahrhundert wechselten die Besitzer häufig. Eigentümer war unter anderem Franz Oliva und zuletzt gehörte es der Wiener Sängerin Marie Geistinger, die Burg Rastenfeld im Jahr 1893 an den Industriellen Carl Freiherr Auer von Welsbach, den Entwickler von Gasglühstrumpf und Osmium-Glühfadenlampe, verkaufte. Das Schloss befindet sich heute im Besitz seiner Nachkommen. Unweit von Rastenfeld ließ Auer von Welsbach in den Jahren 1898 bis 1900 Schloss Welsbach errichten.

## Beschreibung
Schloss Rastenfeld ist ein wuchtiges, viergeschoßiges spätmittelalterliches Bauwerk auf einem annähernd achteckigen Grundriss. Sämtliche Gebäudetrakte sind im 15. Jahrhundert entstanden und Anfang des 16. Jahrhunderts erneuert worden. An der Südwest-Ecke des Schlosses springt ein rechteckiger Turm vor, und trotz mehrerer angebauter Erker wirkt das Schloss durchaus burgenhaft. Zwei spätgotische Portale führen in einen vierseitigen, unregelmäßigen und engen Innenhof. Das von mächtigen Steinblöcken eingefasste rundbogige Haupttor mit wuchtigen Radabweisern ist noch in seiner ursprünglichen Form erhalten, auch einige weitere Tore und Fenster weisen noch spätgotische Profilierungen auf. Die Anlage besitzt eine umfangreiche Vorwerks- und Zwingerbefestigung, von den Verteidigungsanlagen ist eine drehbare Schießscharte besonders erwähnenswert.

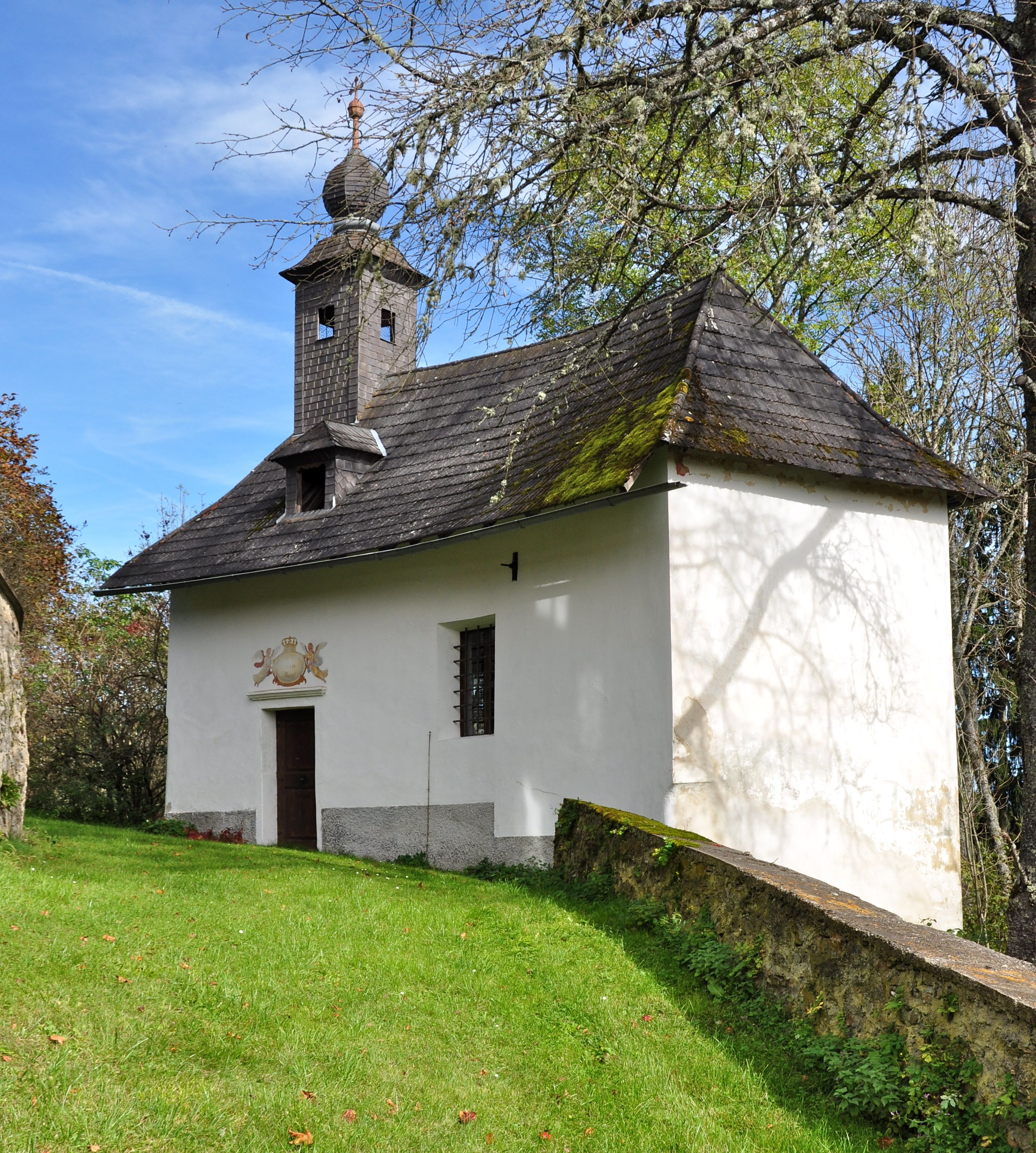
Kapelle hl. Johannes Nepomuk

Nordöstlich des Schlosses steht die im Jahr 1773 dem heiligen Johannes Nepomuk geweihte Schlosskapelle. Das schlichte kleine Kirchengebäude wurde auf den Resten eines Wehrturms errichtet, zu erkennen ist noch das ehemalige Verlies. Die Kapelle hat einen Dachreiter mit Zwiebelhelm, ihre Apsis ist mit einem gemalten Baldachin ausgestaltet. Der Tabernakelaltar stammt aus dem Jahr 1774.